# Richard Carle
Pour les articles homonymes, voir Carle.
Richard Carle est un acteur, compositeur, librettiste, lyriciste, metteur en scène et producteur de théâtre américain, de son vrai nom Charles Nicholas Carleton, né le 7 juillet 1871 à Somerville (Massachusetts), mort le 28 juin 1941 à Los Angeles — Quartier de North Hollywood (Californie).

## Biographie

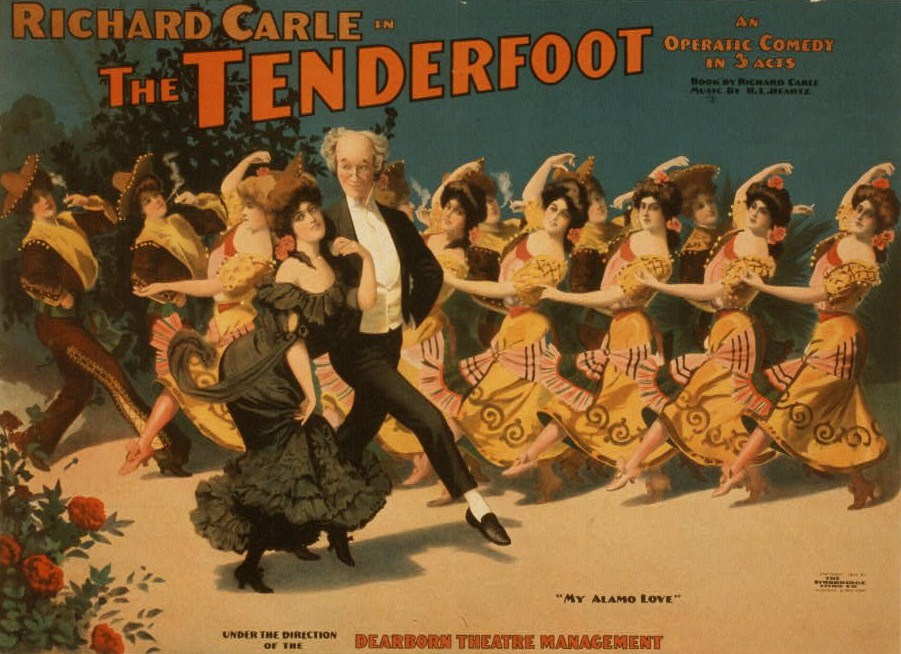
Affiche de The Tenderfoot (Broadway, 1904)

Au théâtre, Richard Carle (pseudonyme) est acteur, compositeur, librettiste, lyriciste, metteur en scène et producteur, notamment pour Broadway (New York), où il contribue principalement à des comédies musicales, ainsi qu'à quelques pièces et revues, entre 1899 et 1931. Mentionnons Jumping Jupiter (1911), sur une musique de Karl Hoschna (en), dont il est librettiste, lyriciste et metteur en scène, en plus d'acteur, aux côtés de Helen Broderick et Ina Claire.
Au cinéma, en tant qu'acteur exclusivement, après une première expérience dans trois courts métrages muets de 1915, il joue régulièrement de 1925 à 1941 (année de sa mort brutale, d'une crise cardiaque), comme second rôle de caractère ou dans des petits rôles non crédités. En tout, il apparaît dans cent-trente-cinq films américains, dont vingt-cinq films musicaux et dix westerns.
Parmi ses films notables, citons His Glorious Night de Lionel Barrymore (1929, avec John Gilbert), Caravan d'Erik Charell (1934, avec Charles Boyer et Loretta Young), Anything Goes de Lewis Milestone (1936, avec Bing Crosby et Ethel Merman, adaptation de la comédie musicale éponyme de Cole Porter), ou encore Ninotchka d'Ernst Lubitsch (1939, avec Greta Garbo et Melvyn Douglas).

## Théâtre (à Broadway)

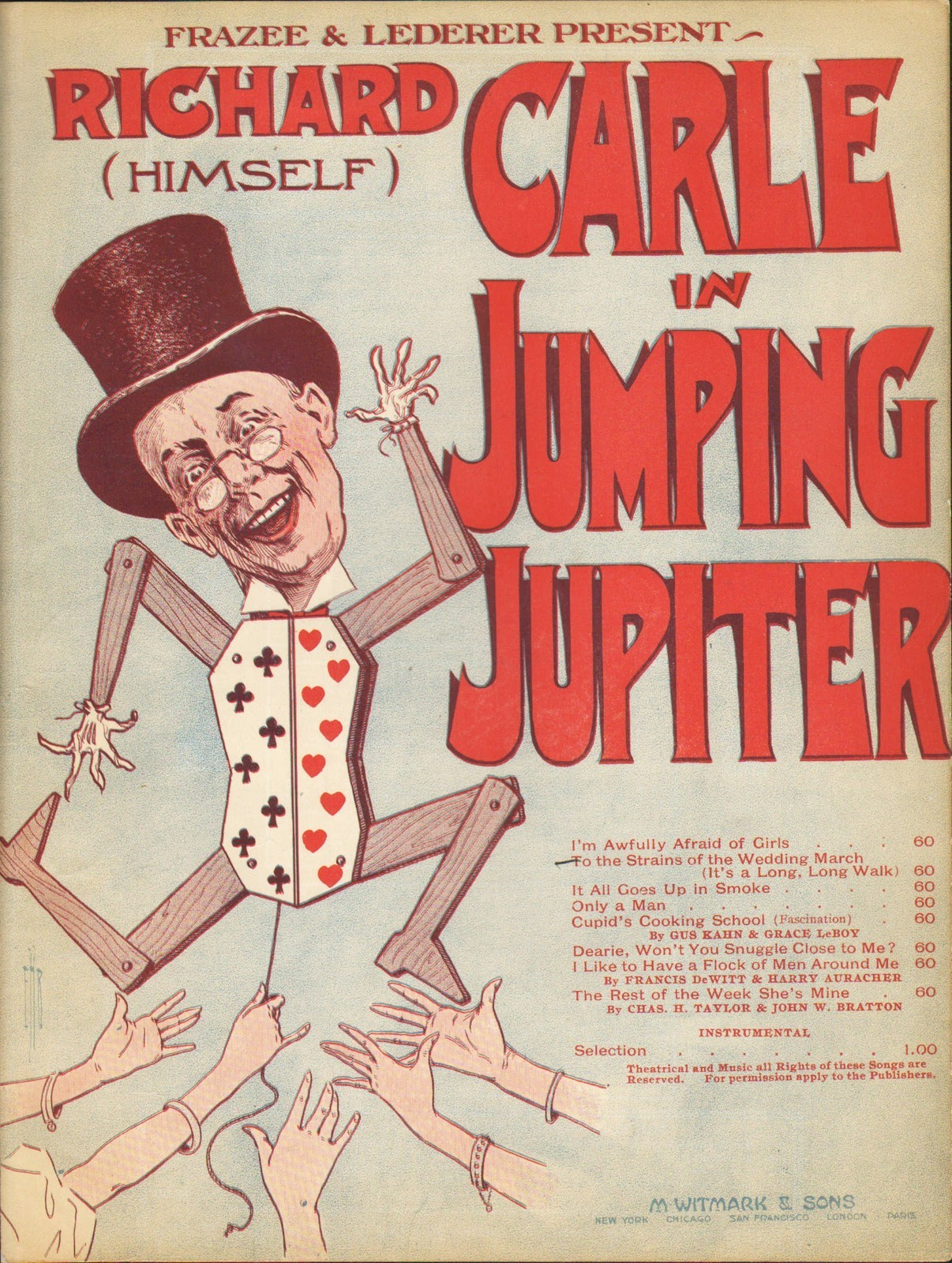
Affiche de Jumping Jupiter (Broadway, 1911)

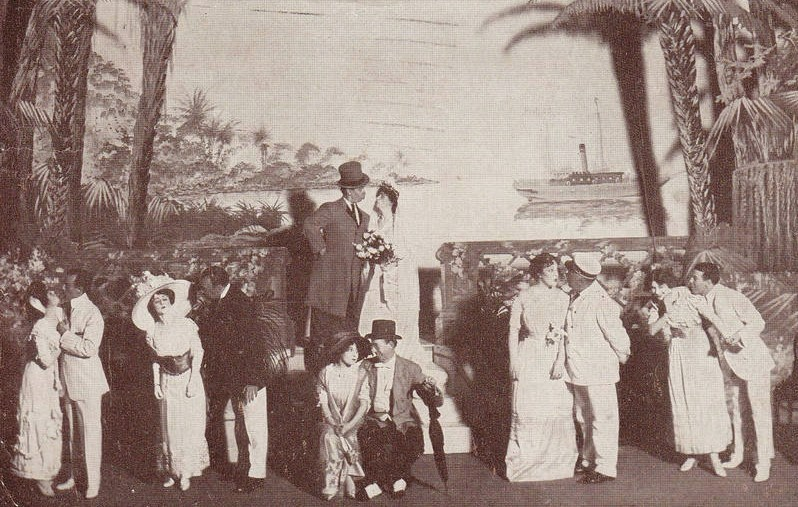
Scène de Jumping Jupiter (reprise à Chicago, 1911), avec Richard Carle (assis, au centre)

(comédies musicales, sauf mention contraire)
- 1899 : Les Enfants du ghetto (Children of the Ghetto), pièce d'Israel Zangwill, avec Blanche Bates (acteur)
- 1899 : A Greek Slave, musique de Sidney Jones et Lionel Monckton, lyrics de Harry Greenbank et Adrian Ross, livret d'Owen Hall (acteur)
- 1900 : Mam'selle 'Awkins, musique de Herman Perlot et Alfred E. Aarons, avec Etienne Girardot (acteur, librettiste et lyriciste)
- 1901 : The Ladies Paradise, musique d'Ivan Caryll, lyrics de George Dance (acteur, lyriciste additionnel et metteur en scène)
- 1904 : The Tenderfoot, musique d'H. L. Heartz (acteur, librettiste, lyriciste et metteur en scène)
- 1904 : The Maid and the Mummy, musique de Robert Hood Bowers (compositeur additionnel, librettiste, lyriciste et metteur en scène)
- 1905-1906 : The Mayor of Tokio, musique de William Frederick Peters (acteur, librettiste, lyriciste, metteur en scène et producteur)
- 1906 : The Spring Chicken, musique d'Ivan Caryll et Lionel Monckton, lyrics d'Adrian Ross et Percy Greenbank, livret de George Grossmith Jr., d'après le vaudeville Coquin de printemps d'Adolphe Jaime et Georges Duval (acteur, adaptateur de la pièce initiale, lyriciste additionnel et producteur)
- 1907 : The Hurdy-Gurdy Girl, musique d'H. L. Heartz, (librettiste, lyriciste et metteur en scène)
- 1908 : Mary's Lamb (acteur, compositeur, librettiste, lyriciste, metteur en scène et producteur)
- 1909 : The Boy and the Girl, musique d'H. L. Heartz, avec Marie Dressler (compositeur additionnel, lyriciste et producteur)
- 1911 : Jumping Jupiter, musique de Karl Hoschna, avec Helen Broderick, Ina Claire (acteur, librettiste, lyriciste — en collaboration avec Sydney Rosenfeld — et metteur en scène)
- 1912-1913 : The Girl from Montmartre, musique d'Henri Bereny, lyrics et livret de Harry B. Smith et Robert B. Smith, d'après la pièce La Dame de chez Maxim de Georges Feydeau (acteur)
- 1913 : The Doll Girl (Das Puppenmadel), musique de Leo Fall, lyrics et livret de Harry B. Smith, d'après le livret original de Leo Stein et A. M. Willner (acteur)
- 1913 : The Censor and the Dramatists, pièce de J. M. Barrie (acteur)
- 1915 : 90 in the Slade, musique de Jerome Kern, lyrics de Harry B. Smith, livret de Guy Bolton, avec Pedro de Cordoba, Otis Harlan (acteur)
- 1916 : The Cohan Revue of 1916, revue, musique, lyrics, livret, mise en scène et production de George M. Cohan, avec Charles Winninger (acteur)
- 1917-1918 : Words and Music, revue, musique et lyrics d'E. Ray Goetz, livret de Raymond Hitchcock, avec Marion Davies (acteur)
- 1921 : The Broadway Whirl, revue, musique de Harry Tierney et George Gershwin, sketches de Thomas J. Gray, avec Charles Winninger (acteur et lyriciste — en collaboration notamment avec Buddy DeSylva —)
- 1923 : Adrienne, musique d'Albert Von Tilzer, lyrics et livret d'A. Seymour Brown (acteur)
- 1930-1931 : The New Yorkers, revue, musique et lyrics de Cole Porter, livret de Herbert Fields, avec Jimmy Durante (acteur)

## Filmographie partielle

### Comme acteur
- 1925 : L'Amazone (Zander the Great) de George W. Hill
- 1927 : Le Dernier Refuge (The Understanding Heart) de Jack Conway
- 1927 : Soft Cushions d'Edward F. Cline
- 1928 : Quand la flotte atterrit (The Fleet's In) de Malcolm St. Clair
- 1928 : Habeas Corpus de James Parrott (court métrage)
- 1928 : Dans la ville endormie (While the City Sleeps) de Jack Conway
- 1929 : Madame X de Lionel Barrymore
- 1929 : It Can Be Done de Fred C. Newmeyer
- 1929 : His Glorious Night de Lionel Barrymore
- 1929 : Brothers de Scott Pembroke
- 1930 : Le Désir de chaque femme (A Lady to Love) de Victor Sjöström
- 1931 : Flying High de Charles Reisner
- 1932 : Une heure près de toi (One Hour with You) de Ernst Lubitsch et George Cukor
- 1932 : Rockabye de George Cukor
- 1932 : Fireman, Save My Child de Lloyd Bacon
- 1932 : The Night of June 13 de Stephen Roberts
- 1933 : Les femmes ont besoin d'amour (Ladies Must Love) d'Ewald André Dupont
- 1933 : Lost in Limehouse d'Otto Brower
- 1934 : La Parade du rire (The Old Fashioned Way) de William Beaudine
- 1934 : La Dernière Ronde (The Last Round-up) de Henry Hathaway
- 1934 : Cœur de tzigane (Caravan) d'Erik Charell
- 1934 : The Ghost Walks de Frank R. Strayer
- 1934 : Affairs of a Gentleman de Edwin L. Marin

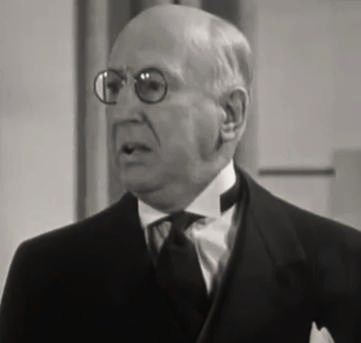
Dans Rhythm in the Clouds (1937)

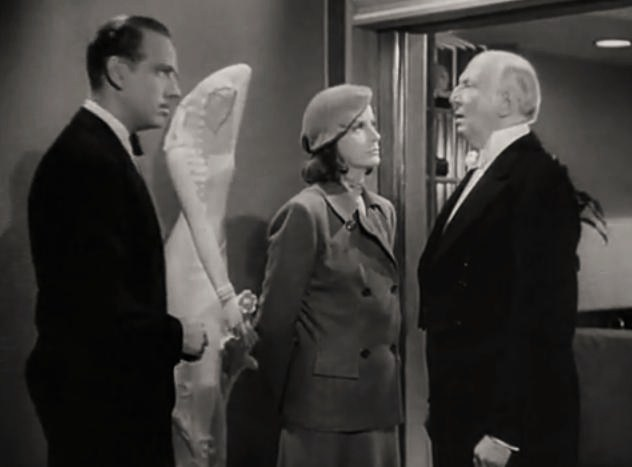
Avec Melvyn Douglas et Greta Garbo, dans Ninotchka (1939)

- 1934 : La Veuve joyeuse (The Merry Widow) d'Ernst Lubitsch
- 1934 : Hollywood Party d'Allan Dwan, Richard Boleslawski et Roy Rowland
- 1935 : Le Gai Mensonge (The Gay Deception) de William Wyler
- 1935 : Je veux me marier (The Bride Comes Home) de Wesley Ruggles
- 1935 : Moonlight on the Prairie de D. Ross Lederman
- 1935 : L'Intruse (Dangerous) d'Alfred E. Green
- 1936 : Love Before Breakfast de Walter Lang
- 1936 : Chantons encore (Let's Sing Again) de Kurt Neumann
- 1936 : La Fille du bois maudit (The Trail of the Lonesome Pine) de Henry Hathaway
- 1936 : One Rainy Afternoon de Rowland V. Lee
- 1936 : Transatlantic Follies (Anything Goes), de Lewis Milestone
- 1936 : La Légion des damnés (The Texas Rangers) de King Vidor
- 1937 : La Folle Confession (True Confession) de Wesley Ruggles
- 1937 : Rhythm in the Clouds de John H. Auer
- 1937 : Champagne valse de A. Edward Sutherland
- 1937 : Quarante-cinq Papas (45 Fathers) de James Tinling
- 1937 : Kidnappez-moi, Monsieur ! (I'll Take Romana) d'Edward H. Griffith
- 1939 : Le monde est merveilleux (It's a Wonderful World) de W. S. Van Dyke
- 1939 : Le Parfum de la dame traquée (Persons in Hiding) de Louis King
- 1939 : Remember? de Norman Z. McLeod
- 1939 : Maisie d'Edwin L. Marin
- 1939 : Ninotchka d'Ernst Lubitsch
- 1940 : The Ghost Comes Home de Wilhelm Thiele
- 1940 : La Maison des sept péchés (Seven Sinners) de Tay Garnett
- 1940 : Une nuit sous les tropiques (One Night in the Tropics) d'A. Edward Sutherland
- 1940 : Gouverneur malgré lui (The Great McGinty) de Preston Sturges
- 1941 : Million Dollar Baby de Curtis Bernhardt
- 1941 : Illusions perdues (That Uncertain Feeling) d'Ernst Lubitsch
- 1941 : Le Diable s'en mêle (The Devil and Miss Jones) de Sam Wood
- 1941 : Moonlight in Hawaii (en) de Charles Lamont
- 1941 : My Life with Caroline de Lewis Milestone